# San Juan del Río, Chiapas
San Juan del Río är en ort i Mexiko.   Den ligger i kommunen Ocosingo och delstaten Chiapas, i den sydöstra delen av landet, 800 km öster om huvudstaden Mexico City. San Juan del Río ligger 966 meter över havet och antalet invånare är 220.
Terrängen runt San Juan del Río är huvudsakligen kuperad, men åt nordväst är den bergig. Runt San Juan del Río är det ganska glesbefolkat, med 21 invånare per kvadratkilometer. Närmaste större samhälle är Pantelhó, 17,8 km nordväst om San Juan del Río. I omgivningarna runt San Juan del Río växer i huvudsak städsegrön lövskog.